# Ténèbres, prenez-moi la main
Ténèbres, prenez-moi la main (titre original : Darkness, Take My Hand) est un roman policier de Dennis Lehane paru en 1996. C'est le second titre mettant en scène le couple de détectives Patrick Kenzie et Angela Gennaro après Un dernier verre avant la guerre publié en français l'année précédente.

## Résumé
Une nuit, la psychiatre de renom Diandra Warren reçoit un appel menaçant. L'histoire devient plus inquiétante lorsque, quelques jours plus tard, elle reçoit par voie postale et pour seul message une photo en noir et blanc de son fils. C'est alors qu'elle se décide à recourir aux services de Patrick Kenzie et Angela Gennaro. Ce curieux « couple » de détectives de Boston doit l'aider à faire toute la lumière sur une affaire qui va lancer les deux enquêteurs sur la piste d'un tueur en série semblant de plus en plus lié au passé de nos deux héros.